# Gliese 777
Gliese 777 is een dubbelster van het type G7IV-V en type M4.5V, gelegen in het sterrenbeeld Zwaan op 52,18 lichtjaar van de Zon. 

## Planetenstelsel
In 2002 werd er een exoplaneet rond de ster ontdekt. Deze planeet (Gliese 777 b) is een excentrische Jupiter. De in 2009 ontdekte Gliese 777 c is een superaarde of een gasdwerg.

Het Gliese 777 stelsel
| Exoplaneet | Massa           | Periode          | Semimajor       | Exentriciteit |
| ---------- | --------------- | ---------------- | --------------- | ------------- |
| c          | 0,0600 ± 0,0076 | 17,1110 ± 0,0048 | 0,1304 ± 0,0075 | 0,237 ± 0,082 |
| b          | 1,56 ± 0,13     | 2915 ± 29        | 4,01 ± 0,23     | 0,313 ± 0,019 |